# Bonn
Bonn (officiel Bundesstadt Bonn) er en tysk by med omkring 300.000 indbyggere. Byen ligger 20 km syd for Köln ved bredden af Rhinen. Bonn var hovedstad i Vesttyskland fra 1949 til 1990 og regeringsby for det genforenede Tyskland frem til 1999, hvorefter denne status per Hauptstadtbeschluss overgik til Berlin. Bonn huser dog stadig mange stillinger indenfor den nationale administration, og dette er grunden til, at byen har prædikatet "Bundesstadt".
Universitetet i Bonn am Rhein er et af Tysklands største med over 30.000 studerende i sommeren 2005. Universitetet blev grundlagt af kurfyrsten (ærkebiskoppen) af Köln i 1777. Det blev lukket af franskmændene i 1798. I 1818 fik kong Frederik Vilhelm 3. af Preussen universitetet genåbnet, nu under navnet Rheinische Friedrich-Wilhelms-Universität Bonn.

### Seværdigheder
- Palais Schaumburg

### Virksomheder
- Deutsche Post
- Deutsche Telekom
- Deutsche Welle
- Haribo
- Kiosken i regeringskvarteret (fredet siden 2000)

### Infrastruktur og transport
- Flughafen Köln/Bonn

### Berømt bysbarn
Komponisten Ludwig van Beethoven blev født i Bonn i 1770.